# Slaščičarstvo
Slaščičarstvo je prehrambena obrtna ali industrijska dejavnost, ki se ukvarja z izdelovanjem slaščic in peciva. Peciva največ oblikujejo in pečejo v obrtnih slaščičarskih delavnicah ali v obrtnih pekarnah, delno tudi v specializiranih industrijskih pekarskih obratih, izdelovanje slaščic (bomboni, pralineji, sladoled in druge zmrzline) pa je večinoma industrijsko.
Za poklic slaščičar v Sloveniji izobražujejo Srednja šola za prehrano in živilstvo šola Maribor, Srednja agroživilska šola Ljubljana ter Biotehniški center Naklo. Peter Andlovič je 1981 v Ljubljani izdal učbenik Slaščice (COBISS).

## Zgodovina slaščičarstva
Preden je bil sladkor na voljo v starodavnem zahodnem svetu, so slaščice temeljile na medu. Med so uporabljali v starodavni Kitajski, starodavni Indiji, starem Egiptu, stari Grčiji in starem Rimu za oblaganje sadja in cvetja, da bi jih ohranili ali za ustvarjanje slaščic. Med 6. in 4. stoletjem pred našim štetjem so Perzijci, nato pa Grki, navezali stik z indijsko podcelino in njenim »trstjem, ki prideluje med brez čebel«. Posvojili so in nato razširili kmetijstvo sladkorja in sladkornega trsa. Sladkorni trs je avtohton na tropski indijski podcelini in jugovzhodni Aziji.
V zgodnji zgodovini rabe sladkorja v Evropi je bil sprva lekarnar tisti, ki je imel najpomembnejšo vlogo pri proizvodnji pripravkov na osnovi sladkorja. Srednjeveški evropski zdravniki so se zdravilne uporabe materiala naučili od Arabcev in bizantinskih Grkov. Eno bližnjevzhodno zdravilo za reumo in vročino so bile majhne, zvite palčke izvlečenega sladkorja, imenovane v arabščini al fänäd ali al pänäd. Bili so predhodniki ječmenovega sladkorja in sodobnih kapljic proti kašlju. Leta 1390 je grof Derby plačal »dva šilinga za dva funta penidov«.
Slaščičarstvo se je začelo razvijati, ko so ljudje začeli izboljševati okusnost jedi. Verjetno so ga poznali že stari Kitajci. Asirci in Babilonci so s finim pecivom trgovali na večje razdalje. Slaščičarstvo se je močno razvilo v starem Egiptu, kjer so že razlikovali med peki in slaščičarji. Kolači so imeli pomembno mesto v prehrani, darovali so jih tudi bogovom. Stari Grki so imeli specializirane slaščičarje. Okoli leta 200 pr. n. št. je v pisnih virih omenjenih 72 vrst luksuznega peciva. Tudi stari Rimljani so cenili slaščičarstvo ter močno razvili umetnost oblik in okraševanja. V Evropi se je v srednjem veku slaščičarstvo razvijalo v samostanih, kjer so pridobivali med in izdelovali lectarsko pecivo. V Nemčiji so imeli lectarji ceh že v 13. stoletju. Mojstri v izdelovanju slaščic so bili Italijani. V 16. stoletju se je od njih v Francijo razširilo izdelovanje sladoleda. Francoski slaščičarji so v 17. stoletju pisali prve strokovne knjige o slaščičarstvu. V Napoleonovem obdobju je po vsej Evropi slovel Marie - Antoine Careme, ki je tudi napisal nekaj strokovnih del.

### Slovensko slaščičarstvo
Na Slovenskem je bila peka peciva močno povezana s šegami ob praznikih, delu in dogodkih v življenjskem krogu. V višjih plasteh prebivalstva je bila izdelava slaščic in peciva del razvitejšega načina življenja in višje življenjske ravni. V mestih se je že zgodaj razvilo izdelovanje lecta, ki so ga prodajali tudi na semnjih. S širjenjem novih družabnih navad so v mestih nastajale slaščičarne, v katerih so obrtno izdelovali in prodajali torte in drugo pecivo ter sladoled. Z njimi so gostom postregli tudi v kavarnah. Slaščičarski izdelki so postali del redne ponudbe v gostinskih obratih. Kuharsko in slaščičarsko izobraževanje sta pripomogla k izboljševanju kakovosti slaščičarstva in uvajanju izdelkov iz drugih držav.
Med izdelovalci slaščic na Slovenskem ima najdaljšo neprekinjeno tradicijo ljubljanska izdelovalnica bonbonov in slaščic Šumi (ustanovljenab 1876). V samostanu trapistov v Rajhenburgu so 1896 začeli izdelovati čokolado. Leta 1922 sta bili ustanovljeni tovarni čokolade v Lescah in Spodnjih Hočah. Prvo je ustanovil tržaški Slovenec Adolf Zavrtanik. Na leto je s 7 delavci izdelala okoli 15 t čokoladnih izdelkov. Tovarno Sana v Spodnjih Hočah je ustanovila italijansko-slovenska delniška družba, zaposlovala pa je okoli 50 delavcev. Po požaru 1927 jo je na dražbi kupil Josip Adamovič, ki je poleg čokolade izdeloval tudi bonbone. Leta 1946 je bila tovarna nacionalizirana. Med vojnama je čokolado, kakav in bonbone izdelovala tudi tovarna živil Mirim v Mariboru, ki jo je 1922 ustanovil Karl Zalokar. Zaposlovala je več kot 200 delavcev. V Kranju je imel tovarno čajnega peciva Adolf Kern. V tridesetih letih je začela izdelovati pecivo mariborska pekarna Scherbaum, ki je imela mlin, izdelovala pa je tudi testenine. Po drugi svetovni vojni je Scherbaumove obrate prevzel živilski kombinat Intes. Pred drugo svetovno vojno in po njej se je s Kosova in iz Makedonije v Slovenijo priselilo veliko slaščičarjev, ki so izdelovali zlasti orientalske slaščice in sladoled.
Po vojni so se večji slaščičarski obrati industrializirali. Sana je razširila proizvodni program in je 1965 z 232 delavci izdelala 2639 t čokolade, slaščic in peciva. Leta 1967 se je združila s podjetjem Podravka iz Koprivnice in je zdaj v njegovi lasti. Tovarna v Lescah je bila večkrat reorganizirana. Zdaj z imenom Gorenjka deluje v sklopu Žita in je 1996 s 320 delavci izdelala 2000 t čokolade in 800 t peciva. Proizvodnjo čokolade Imperial v Brestanici so 1947 nacionalizirali in jo razširili na druge čokoladne izdelke. Pozneje se je podjetje preusmerilo v izdelavo žvečilnega gumija in ga 1972 izdelalo več kot 1000 t. Ljubljanski Šumi se je z modernizacijo 1960 preusmeril v industrijsko proizvodnjo in bonbonske izdelke tudi izvaža. Ljubljanska tovarna živil Kolinska (ustanovljena 1908) je v šestdesetih letih razširila program tudi na vaflje, kakavove namaze, žvečilke in bonbone. Največji slaščičarski obrat v Ljubljani je Zmajčkov butik izvrstnih slaščic, ki je bil kot Konditor ustanovljen 1952. V 10 lokalih prodaja mehko pecivo, pekarsko pecivo, kekse, napolitanke in drugo fino slaščičarsko pecivo. Pecivo izdelujejo tudi nekatera pekarska in testeninarska podjetja (Mlinotest v Ajdovščini, Mlinopek v Murski Soboti, Kruh-pecivo v Mariboru, Klasje v Celju, Ptujske pekame in slaščičarne, Rogla v Slovenskih Konjicah, Peks v Škofji Loki, Pecivo v Novi Gorici). Vrhniška pekarna je 1984 začela izdelovati tortno okrasje, v Črnučah pa ima prodajalno slaščičarskega orodja in strokovne literature. V zadnjem desetletju se je podobno kot v pekarstvu tudi v slaščičarstvu povečalo število zasebnih obrtnih delavnic za izdelavo finega in mehkega peciva.

## Prvi slaščičarji
Na vzhodu je že v srednjem veku (okoli leta 1000) cvetelo slaščičarstvo. Benečani so sklepali trgovske posle z Arabci in iz Egipta in Sirije uvažali znatne količine sladkorja. Leta 1150 je v Benetkah delovalo že nekaj slaščičarn. Iz mandeljnov in sladkorja so izdelovali marcipan. Že takrat so ponarejali sladkor in marcipan, ki sta izgubljala ugled, in še v poznem srednjem veku so marcipan imenovali simbol laži. O močnem vzhodnjaškem izvoru sladkorja priča dejstvo, da so slaščičarje oblačili v vzhodnjaška oblačila. Sladkor ni bil samo prijetnega okusa, ampak so lahko iz njega izdelovali najdražja tajna zdravila in zaslužili veliko denarja. Nekateri alkimisti so postali lekarnarji, ti pa so kasneje dobili izključno pravico za izdelovanje zdravil. V Firencah so leta 1300 poleg medu, mandeljnov, marcipana in začimb uporabljali tudi sladkor. Tudi na Dunaju so v 15. stoletju lekarnarji sami izdelovali zdravila s sladkorjem; morda so tedaj celo pekli slaščice. V srednjem veku (okoli leta 1000 in naprej) je iz novoustanovljenih samostanov prišlo duhovno gibanje, ki je zajelo veliko ljudi. Nastajala so nova mesta, pod okriljem katerih je začela cveteti obrt. Nekatere obrti so izhajale iz samostanskih kuhinj, kjer so poleg domačih surovin uporabljali tudi najdražje dišave. Menihi niso samo ljubili posebnih jedi, ampak so zanje imeli tudi potrebno znanje in čas. V 11. stoletju so v samostanih pekli tudi poprnjake, za katere so uporabljali poper, seveda v pretiranih količinah. Enostavnim kolačem so se pridružili kolači, polnjeni z medom, iz teh so nastali krofi, ocvrti v vročem olju. Vse so pripravljali na odprtih ognjiščih. Večje blagostanje je pripeljalo do novih poskusov, izdelovali so že številnejše slaščice. Pri tem so pomembno vlogo imele samostanske kuhinje. Tam je prišlo do novih odkritij, uporabljati so začele rahljalno moč jajc. Mešati pa so začeli tekoče testo za vaflje. Veliko slaščic in kolačev ima poreklo v srednjeveški kuhinji. Peki vafljev so dobili pooblastilo za peko hostije, kasneje so skupaj s slaščičarji ustanovili skupni ceh. Slaščičarstvo toraj izvira iz kultnih obredov in poganskega žrtvovanja. Vendar so se sčasoma razvile številne različice. Iz povezovanja peciva s krščanskim kultnim pecivom so nastali pravi umetniški kolači. Danes si brez slaščic in slaščičarjev ne moremo zamisliti nobenega obdobja ali slovestnosti.

## Razvoj posameznih slaščic

### Medenjaki in poprnjaki
Skupina peciva slajenega z medom gotovo predstavlja najstarejše kolače. Že na začetku so imeli različne oblike. Ker so bili namenjeni žrtvovanju, so imeli odtisnjena različna znamenja, kasneje tudi žige. Pekli so jih v glinenih modelih. Posebno vlogo so imeli v samostanskih kuhinjah; ker pa še niso poznali ustreznega rahljalnega sredstva, so bili trdi in žilavi. Arabci so morda že poznali pepeliko, vendar ni znano, kdaj so jo prvič uporabili za medeno testo. Medenjaki so bili sprva povezani s postom. Na začetku so uporabljali narezane začimbe, kasneje pa so jih drobno zmleli. Začimbe so uporabljali tudi za okras, največkrat klinčke, cimet, mandeljne in vejice rožmarina. Za izdelavo testa so uporabljali osebne drobilce, da so ga naredili elastično. Testo so izdelovali v obliki okroglih ali pravokotnih plošč; sušili ali shranjevali so ga v kleteh, da so ga kasneje lažje rezali. Lectarstvo kot obrt je poznano že v 16. stol., pojem medenjak pa izvira iz Nürnberga.

### Biskviti
V začetku je bil biskvit prepečenec iz navadnega pšeničnega kruha. Z njim so se oskrbovali na potovanjih z ladjami. Domnevno, da so Francozi v 17. stol. začeli izdelovati sodoben kraljevi biskvit, vendar je bila tehnika izdelave enostavna in mučna. Leta 1669 prvič navajajo recept za maso, ki se toplo stepa; masi so dodajali lupinasto sadje in sladkor. Po letu 1700 so prvič začeli ločeno stepati rumenjake in beljake ter obe masi mešati, da so dobili rahle kolače. Šele čez sto let pa so začeli uporabljati postopek s toplo pripravo mas. 

### Pecivo iz listnatega in kvašenega listnatega testa
Princip zlaganja tankih listov testa so poznali že Egipčani. V Rimu so bile v času zgodnjega krščanstva priljubljene pastete. Pekli so jih v modelih. Pojem listnato testo, so začeli uporabljati kasneje. Špansko listnato testo, pri katerem so zlili na posamezne plasti testa maščobo ali olje, je še danes osnova orientalskih slaščic. Testo za francoske pastete, ki se oživlja s koščki maščobe in nekajkrat prepogne, je osnova današnjega francoskega načina izdelave listnatega testa. Da bi prihranili maščobo, s pomočjo katere testo naraste, so začeli dodajati kvas, ki je osnova kvašenega listnatega testa.

### Torte
V začetku so vse pastete, pečene v modelu, imenovali torte. Z razvojem poznavanja mas pa so pastete iz listnatega testa šle svojo pot. V Italiji so torte pripravljali iz mandeljnovih mas brez polnila. Glazirali so jih s sladkorjem in krasili s citronatom ter rožmarinom. Recept, po katerem so dominikanci že v srednjem veku (okoli leta 1500) spekli slastno italijansko torto, nam pokaže enostavno pecivo. Od tort, ki jih poznamo danes, je verjetno najstarejša linška torta, drugi recepti se niso ohranili. Šele okrog leta 1800 se pojavijo na razstavah prve torte. Španska torta je bila polnjena s kuhanim sadjem, šele kasneje se je uveljavila uporaba stepene sladke smetane. Po tem se je začela doba tort. Nekaj desetletij kasneje se je pojavila knjiga s sto enim receptom za torte. Večina jih je bilo iz mase, ki danes ustreza dunajski. Franz Sacher je leta 1832 prvi spekel v obliki torte čokoladno maso, ki ji je primešal maslo. V začetku torta ni imela nadeva, ampak je pod nežno čokoladno glazuro nosila tanek sloj marelične marmelade. Medtem so dobile prednost lahke biskvitne mase, razširila se je dunajska masa po toplem in hladnem postopku. Pečeno maso so večkrat prerezali, začeli so se razvijati tudi nadevi. Maslena krema se pojavi šele v 20. stol. Pojavile so se tudi »turške torte« polnjene s sladkom sadjem, okrašene z makronovo maso in flambirane. Po letu 1870 so se pojavile torte s stepeno sladko smetano. Iz Pariza je prišla torta Sare Bernard, iz Münchna pa torta princa regenta. Leta 1887 je šef kuhinje v Budimpešti ustvaril doboš torto iz več tankih slojev biskvitne mase. Okoli leta 1890 se je začela širiti »fina pariška krema - ganaš«, ki je še danes dovršena, kasneje se je pojavila italijanska krema iz kuhanega sladkorja in beljakov. V začetku prejšnjega stoletja so se pojavile vafljeve torte v slaščičarni Oskarja Pischingerja. V enaki meri, kot se je povečevalo število različnih tort, so se razvijali tudi desertni kolači.

### Marcipan
Vzporedno z vprašanjem, kdo je iznašel marcipan, se pojavlja tudi vprašanje izvora imena. Že 1904 je nizozemec Kluyven obširno poročal o besedi marcipan. V času križarskih vojn je v vzhodnih državah krožil srebrni kovanec, ki je imel odtisnjeno ime ma vthaban (mauthaban). Ime tega kovanca se je kasneje preneslo na lesene škatlice, ki so jih uporabljali v trgovinah z »dragocenimi drogami«. V te škatlice so v 13. stoletju polnili sladico iz mandeljnov, sladkorja in rožne vode. Sam marcipan je veliko starejši od svojega imena. V 7. do 3. desetletju pred našim štetjem so Medijci na severnem delu Mezopotamije pekli kolače iz praženih mandeljnov. Ti so se v arabskem svetu obdržali do danes. Leta 950 so slaščičarji v Rimu trgovali z mandeljni in sladkorjem. Do sedaj najstarejši in najobsežnejši recept za marcipan izvira iz leta 1474. Kolači z marcipanom so se pojavili leta 1500 - frankfurtske pentlje, königsberški pa je bil modeliran, flambiran in okrašen s kandiranim sadjem.